# Jovette Marchessault
Jovette Marchessault (Montreal, 9 de febrero de 1938 - Danville, 31 de diciembre de 2012) fue una escritora y artista canadiense, que trabajó en diversos campos literarios y artísticos como la novela, la poesía, el teatro, la pintura y la escultura. Importante pionera de la literatura y el arte lésbico y feminista en Canadá, muchas de sus obras más destacadas se inspiraron en otras mujeres reales de  la literatura y el arte, como Violette Leduc, Gertrude Stein y Alice B. Toklas, Emily Carr, Anaïs Nin y Helena Blavatsky.

## Trayectoria
Nacida en Montreal, Marchessault, de extracción obrera y de origen aborigen mestizo (del pueblo innu antiguamente conocido como "Montagnais"), trabajó en una fábrica textil en su juventud antes de realizar un largo viaje de autodescubrimiento a finales de la década de 1950, que influiría en gran parte de su obra. En 1970, exponía regularmente obras de arte en Montreal, Toronto, Nueva York, París y Bruselas. Publicó su primera novela, Le Crachat solaire, en 1975; este sería el primer volumen de su trilogía Comme une enfant de la terre, que también incluía las novelas La Mère des herbes (1981) y Des Cailloux blancs pour les forêts obscures (1987). Como dramaturga publicó numerosas obras de teatro; sus primeras obras Les Vaches de nuit, Les Faiseuses d'anges y Chronique lesbienne du moyen-âge québécois también fueron reeditadas en 1980 en un volumen como Triptyque lesbien.
En 1980, Marchessault cofundó con Gloria Orenstein la editorial feminista Squawtach Press, dedicada a la publicación de textos escritos por mujeres de diferentes procedencias que trataban temas relacionados con la literatura, el teatro, las artes visuales y el feminismo.
Marchessault contribuyó como periodista a publicaciones como Le Devoir, Châtelaine, La Vie en rose, La Nouvelle barre du jour, Fireweed y 13 Moon. Fue profesora en el departamento de teatro de la Universidad de Quebec en Montreal.Los archivos de Jovette Marchessault se conservan en el Centro de Archivos de Montreal de la Biblioteca y Archivos Nacionales de Quebec.
Marchessault relató sus inicios e influencias en un documental de 1986 realizado por Dorothy Todd Hénaut (Les terribles vivantes).

## Reconocimientos
- 1976 - Prix Jean-Hamelin, Comme une enfant de la terre: le crachat solaire.[8]
- 1982 - Finalista au Prix du Gouverneur général, La Terre est trop courte, Violette Leduc.[9]
- 1986 - Prix littéraires du Journal de Montréal, Anaïs dans la queue de la comète.[10]
- 1989 - Grand prix littéraire de la ville de Sherbrooke, Demande de travail sur les nébuleuses.[11]
- 1990 - Prix littéraire du Gouverneur général, Le Voyage magnifique d'Emily Carr. [9]
- 2015 - Compañera de la Orden de las Artes y las Letras de Quebec.[12]

Un retrato de Marchessault, realizado por el artista Robert Laliberté, se encuentra en The ArQuives: Colección Nacional de Retratos de los Archivos LGBTQ2+ de Canadá, en honor a su papel como constructora de la cultura y la historia LGBT en Canadá.

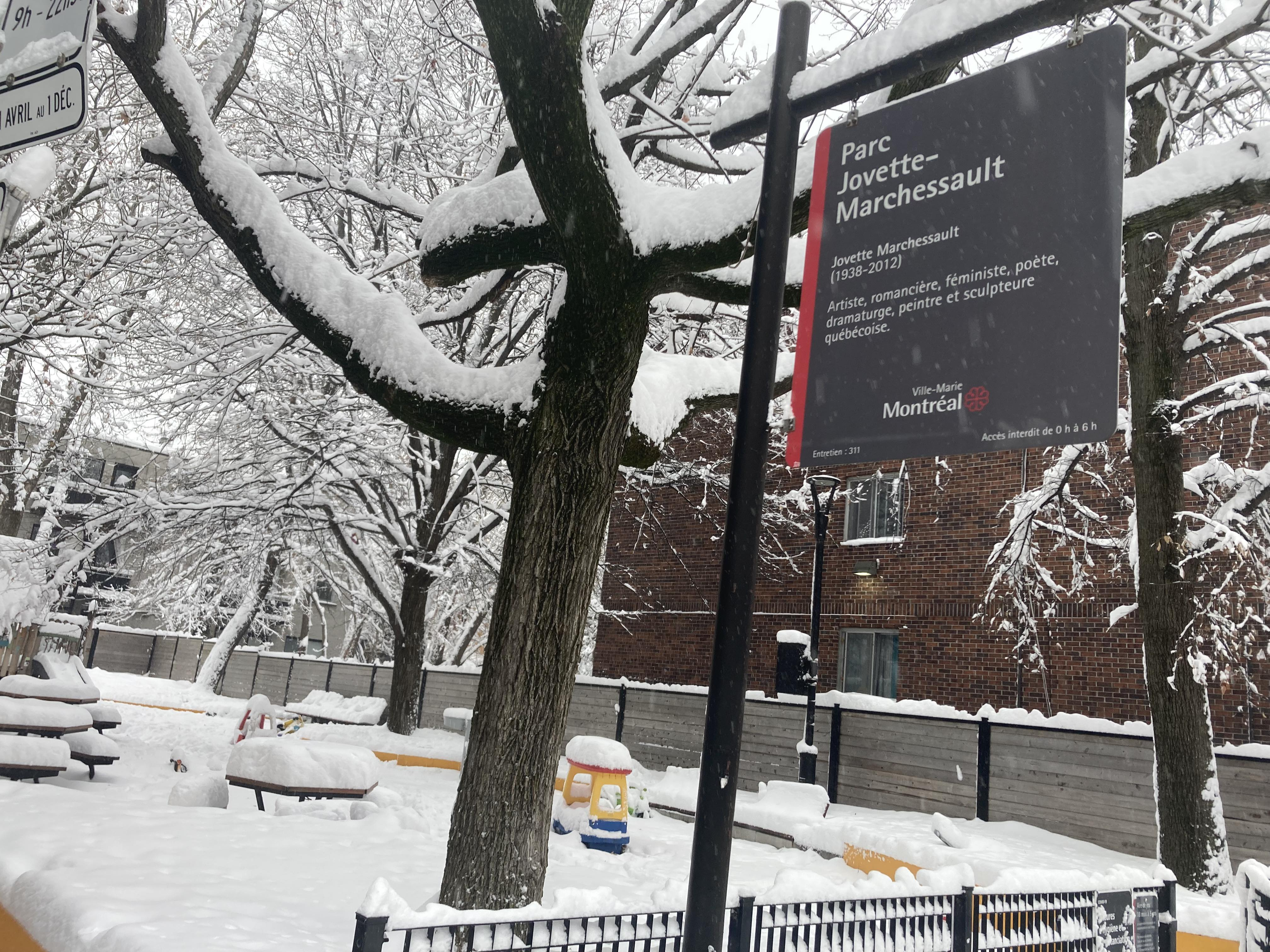
Parque Jovette Marchessault

En el número 1621 de la rue Plessis, en Montreal, se encuentra un parque que lleva su nombre, Parc Jovette-Marchessault.

### Premio Jovette-Marchessault
El 5 de noviembre de 2019, el Conseil des arts de Montréal (CAM), en asociación con Théâtre ESPACE GO y en colaboración con Théâtre de l'Affamée, Imago Théâtre, así como el Women's Movement for Equity in Theatre, creó el Premio Jovette-Marchessault con el objeto de reconocer y promover la contribución de las mujeres artistas en el ámbito teatral de Montreal. El premio va acompañado de una beca de 20,000 dólares ofrecida por la CAM.

## Obras

### Novelas (La trilogíaComme une enfant de la terre)
- Le Crachat solaire (1975)
- La Mère des herbes (1981)
- Des Cailloux blancs dans des forêts obscures (1987)

### Plays
- Alice & Gertrude, Natalie et Renée, et ce cher Ernest
- Demande de travail sur les nébuleuses
- Le Pérégrin chérubinique
- La Saga des poules mouillées
- La Terre est trop courte, Violette Leduc
- Anaïs dans la queue de la comète
- Le Lion de Bangor
- Madame Blavatsky, spirite
- Lazare de Miramichi
- Le Repos des pluies
- Le Voyage magnifique d'Emily Carr
- Les Faiseuses d'anges